# مدیر پرونده

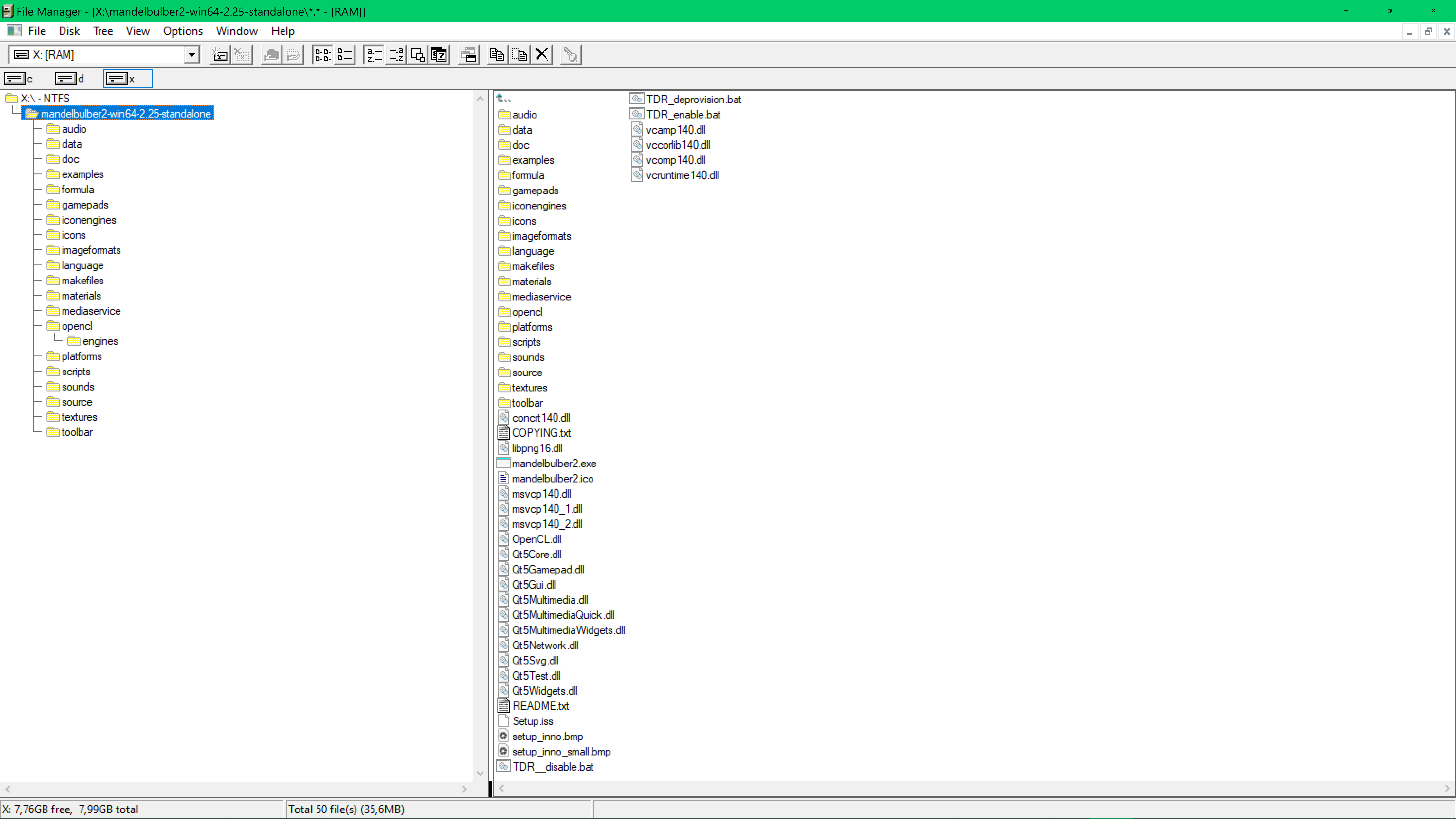
پنجره ای از File Manager که ساختار سلسله مراتبی دارد.

مدیر پرونده‌ها یا فایل منیجر که به آن فایل براوزر هم گفته می‌شود، برنامه‌ای کامپیوتری است که رابط کاربری برای استفاده از فایل‌ها یا همان پرونده‌ها را فراهم می‌کند. اصلی‌ترین کاربردهای یک مدیر پرونده، ایجاد، بازکردن، ویرایش، نمایش، چاپ، اجرا، تغییر نام، تغییرمسیر، کپی، تغییر دسترسی و جستجوی فایل‌ها است. شیوه نمایش فایل‌ها معمولاً به شکل سلسله‌مراتبی است. برخی مدیر پرونده‌ها از ایده‌های برخاسته از مرورگرهای اینترنتی (مثلاً دگمه‌های عقب و جلو) نیز پشتیبانی می‌کنند.
علاوه بر کاربردهای سنتی، بعضی مدیر پرونده‌های پیشرفته‌تر، توانایی برقراری اتصالات شبکه‌ای را هم دارند، مثلاً مدیر فایل استاندارد کی‌دی‌ئی، می‌تواند به شکل مستقیم و از طریق پروتکل اف‌تی‌پی یا ان‌اف‌اس به سرورهای دیگر متصل باشد.

## ویرایشگر دایرکتوری
پیش از نام مدیر پرونده از نام «ویرایشگر دایرکتوری» برای اشاره به نرم‌افزاری با قابلیت‌های مدیریت پرونده‌ها استفاده می‌شد. نخستین ویرایشگر دایرکتوری موسوم به دایرد در سال ۱۹۷۴ در آزمایشگاه هوش مصنوعی استنفورد توسط Stan Kugell ساخته شد.

## منبع
- ویکی‌پدیای انگلیسی، بازبینی شده در ۱ خرداد ۱۳۹۷

1. ↑  Kugell, Stanley G. (1974). "SAILDART/1974-08". Stanford Artificial Intelligence Lab DART (Dump and Restore Technique) Archive. Archived from the original on 2015-09-03. Retrieved 2014-02-19.
2. ↑  SAILDART Username key for above بایگانی‌شده  در ۲۰۱۵-۰۹-۰۳ توسط Wayback Machine